# Miloslava Rezková
Miloslava "Milena" Rezková, senare med efternamnet Rezková-Hübnerová, född 22 juli 1950 i Prag, död 19 oktober 2014 i Prag, var en tjeckoslovakisk friidrottare.
Rezková blev olympisk mästare i höjdhopp vid sommarspelen 1968 i Mexico City.